# Ivan Bjakov
Ivan Ivanovitsj Bjakov (Russisch: Иван Иванович Бяков) (Kirovo-Tsjepetsk, 21 september 1944 – Kiev, 4 november 2009) was een Russisch biatleet.
Op de Olympische Winterspelen 1972 in Sapporo won hij met het Sovjet-team een gouden medaille en op de Olympische Winterspelen 1976 in Innsbruck won hij opnieuw een gouden medaille met zijn ploeg.